# Calyciphora xanthodactyla
Espèce
Synonymes
- Alucita xanthodactyla Treitschke, 1833[2]
- Aciptilia klimeschi Kasy, 1960[2]

Calyciphora xanthodactyla est une espèce européenne de lépidoptères (papillons) de la famille des Pterophoridae.

## Description
Les imagos volent de mai à juin.

## Répartition
On trouve Calyciphora xanthodactyla en Sicile, Slovaquie, Hongrie, Roumanie, Bulgarie et Macédoine du Nord, en Turquie et au Maroc.

## Écologie
La chenille se nourrit de la face inférieure des feuilles de Carlina biebersteinii, de Carlina vulgaris, de Jurinea cyanoides et de Jurinea mollis.